# 瓦尔特·冯·许纳斯多夫

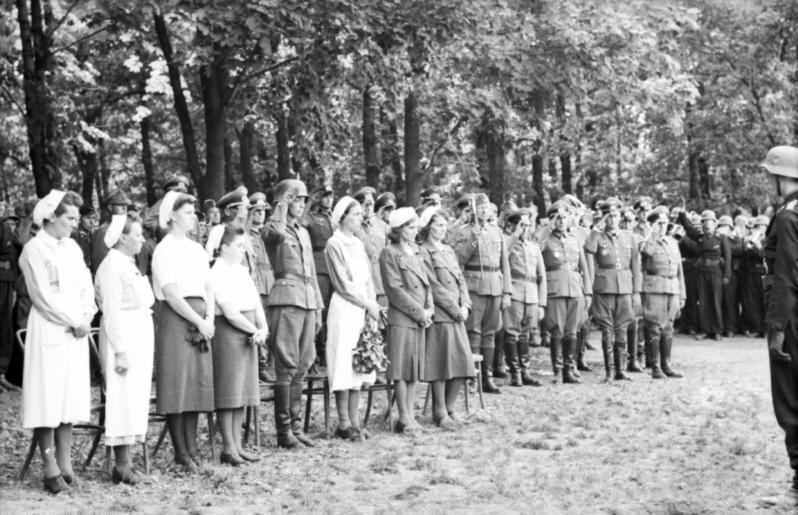
装甲兵上將艾爾哈德·勞斯（右三）、赫爾曼·霍特（右四）和陆军元帅埃里希·馮·曼施坦因（右五手持元帅杖）一起参加在哈尔科夫举行的瓦尔特·冯·许纳斯多夫的葬礼

瓦尔特·冯·许纳斯多夫（德語：Walther von Hünersdorff，1898年11月28日－1943年7月17日）是德国在第二次世界大战期间的一位中中将，曾指挥第6装甲师。他是带橡叶骑士铁十字勋章的获得者，1943年在库尔斯克战役中阵亡。
许纳斯多夫1898年出生于开罗。他于1915年作为第4骠骑兵团的一员加入德意志帝国陆军，隨後参加了第一次世界大战。第二次世界大战爆发时，许纳斯多夫在新成立的第253步兵师担任参谋。1939年10月25日，许纳斯多夫被转移到了第2军。1940年9月12日，许纳斯多夫成为赫尔曼·霍特大將领导下的第15军的参谋长。後作為第3裝甲軍團的一員参加了巴巴罗萨行动。1943年2月7日，许纳斯多夫成为第6装甲师的师长，并于5月晋升为少将。同年7月，庫爾斯克戰役爆發。第6装甲师被投入戰鬥。
在库尔斯克战役中，许纳斯多夫和他的一些参谋人员在一起友军火力事故中遭到一群He 111 轟炸機的袭击，许纳斯多夫被擊傷。隨後他遭到了蘇軍狙擊手的狙擊。1943年7月17日，他在哈尔科夫的一家医院去世，死後被追授为中将。